# Onimai: I'm Now Your Sister!
ONIMAI: I'm Now Your Sister! (お兄ちゃんはおしまい!, Onii-chan wa oshimai!) est une série de manga japonaise par Nekotofu. Elle est publiée en ligne depuis 2017. Elle est également prépubliée dans le Monthly Comic Rex de Ichijinsha depuis avril 2019. Elle est compilée en dix volumes reliés au 26 juillet 2025. Une adaptation en série d'animation produite par Studio Bind est diffusée entre janvier et mars 2023.

## Synopsis
L'histoire suit Mahiro Oyama, jeune otaku vivant avec sa petite sœur scientifique Mihari. Un jour, par la faute d'une expérience de cette dernière, il se réveille en tant que petite fille. Mahiro doit maintenant apprendre à vivre en fille, tout en se faisant des amies dans sa nouvelle école.

## Personnages
Mahiro Oyama (緒山 真尋, Oyama Mahiro)
Voix japonaise : Marika Kouno (drama CD, anime)
Le protagoniste de la série, Mahiro était un otaku vivant avec sa sœur cadette Mihari jusqu'à ce qu'il soit transformé en fille à la suite d'une de ses expériences.
Mihari Oyama (緒山 みはり, Oyama Mihari)
Voix japonaise : Kaori Ishihara (drama CD, anime)
La sœur cadette de Mahiro et une scientifique. Elle transforme Mahiro en fille pour une de ses expériences.

## Production et supports

### Manga
Les chapitres du manga sont initialement publiés par Nekotofu sur Pixiv et d'autres plateformes à partir de 2017. Elle est prépubliée dans le magazine Monthly Comic Rex d'Ichijinsha à partir du 27 avril 2019. Au 26 juillet 2025, dix volumes tankōbon ont été publiés par Ichijinsha.

#### Liste des volumes
| no                                                                                   | Japonais          | Japonais          |
| no                                                                                   | Date de sortie    | ISBN              |
| ------------------------------------------------------------------------------------ | ----------------- | ----------------- |
| 1                                                                                    | 27 juin 2018      | 978-4-7580-6750-8 |
| 2                                                                                    | 26 janvier 2019   | 978-4-7580-6792-8 |
| 3                                                                                    | 27 septembre 2019 | 978-4-7580-6828-4 |
| 4                                                                                    | 27 juillet 2020   | 978-4-7580-6883-3 |
| 5                                                                                    | 27 mai 2021       | 978-4-7580-6917-5 |
| 6                                                                                    | 27 avril 2022     | 978-4-7580-6977-9 |
| 7                                                                                    | 7 janvier 2023    | 978-4-7580-8400-0 |
| Extra : Au Japon, le tome 7 (ISBN 978-4-7580-8401-7) est sorti en édition spéciale.  |                   |                   |
| 8                                                                                    | 27 novembre 2023  | 978-4-7580-8456-7 |
| Extra : Au Japon, le tome 8 (ISBN 978-4-7580-8457-4) est sorti en édition spéciale.  |                   |                   |
| 9                                                                                    | 27 septembre 2024 | 978-4-7580-8582-3 |
| Extra : Au Japon, le tome 9 (ISBN 978-4-7580-8583-0) est sorti en édition spéciale.  |                   |                   |
| 10                                                                                   | 21 juillet 2025   | 978-4-7580-8756-8 |
| Extra : Au Japon, le tome 10 (ISBN 978-4-7580-8757-5) est sorti en édition spéciale. |                   |                   |

### Anime
Une adaptation de la série de manga en anime est annoncée le 22 avril 2022. Elle est produite par Studio Bind et réalisée par Shingo Fujii, avec des scripts écrits par Michiko Yokote et des conceptions de personnages gérées par Ryo Imamura. La diffusion commence le 5 janvier et se termine le 23 mars 2023.

#### Liste des épisodes
| No                                                                                              | Titre français                            | Titre japonais                     | Titre japonais                 | Date de 1re diffusion |
| No                                                                                              | Titre français                            | Kanji                              | Rōmaji                         | Date de 1re diffusion |
| ----------------------------------------------------------------------------------------------- | ----------------------------------------- | ---------------------------------- | ------------------------------ | --------------------- |
| 1                                                                                               | Mahiro et le corps défendu                | まひろとイケないカラダ             | Mahiro to ikenai karada        | 5 janvier 2023        |
| Mahiro découvre que sa sœur l'a transformé en fille et tente de s'habituer à son nouveau corps. |                                           |                                    |                                |                       |
| 2                                                                                               | Mahiro et les menstruations               | まひろと女の子の日                 | Mahiro to onnanoko no hi       | 12 janvier 2023       |
| 3                                                                                               | Mahiro et la rencontre inédite            | まひろと未知との遭遇               | Mahiro to michi to no sōgū     | 19 janvier 2023       |
| 4                                                                                               | Mahiro et sa nouvelle amitié              | まひろとあたらしい友達             | Mahiro to atarashii tomodachi  | 26 janvier 2023       |
| 5                                                                                               | Mahiro, orientation et invitation         | まひろと補導とお誘いと             | Mahiro to hodō to osasoi to    | 2 février 2023        |
| 6                                                                                               | Mahiro et son retour au collège           | まひろと二度目の中学生             | Mahiro to nidome no chūgakusei | 9 février 2023        |
| 7                                                                                               | Mahiro et le jeu de rôle                  | まひろとロールプレイ               | Mahiro to rōrupurei            | 16 février 2023       |
| 8                                                                                               | Mahiro et sa première soirée entre filles | まひろとはじめての女子会           | Mahiro to hajimete no joshikai | 23 février 2023       |
| 9                                                                                               | Mahiro et les fêtes de fin d'année        | まひろと年末年始                   | Mahiro to nenmatsu nenshi      | 2 mars 2023           |
| 10                                                                                              | Mahiro, poitrine et identité              | まひろとおっぱいとアイデンティティ | Mahiro to oppai to identity    | 9 mars 2023           |
| 11                                                                                              | Mahiro et les soucis féminins             | まひろと女子のたしなみ             | Mahiro to joshi no tashinami   | 16 mars 2023          |
| 12                                                                                              | Mahiro, fin et avenir                     | まひろのおしまいとこれから         | Mahiro no oshimai to kore kara | 23 mars 2023          |

### Mangas
Édition standard
1. 1 2  (ja) « お兄ちゃんはおしまい！ », sur Ichijinsha (consulté le 22 avril 2022).
2. 1 2  (ja) « お兄ちゃんはおしまい！ (2) », sur Ichijinsha (consulté le 22 avril 2022).
3. 1 2  (ja) « お兄ちゃんはおしまい！ (3) », sur Ichijinsha (consulté le 22 avril 2022).
4. 1 2  (ja) « お兄ちゃんはおしまい！ (4) », sur Ichijinsha (consulté le 22 avril 2022).
5. 1 2  (ja) « お兄ちゃんはおしまい！ (5) », sur Ichijinsha (consulté le 22 avril 2022).
6. 1 2  (ja) « お兄ちゃんはおしまい！ (6) », sur Ichijinsha (consulté le 22 avril 2022).
7. 1 2  (ja) « お兄ちゃんはおしまい！ (7) », sur Ichijinsha (consulté le 11 juillet 2023).
8. 1 2  (ja) « お兄ちゃんはおしまい！ (8) », sur Ichijinsha (consulté le 11 décembre 2023).
9. 1 2  (ja) « お兄ちゃんはおしまい！ (9) », sur Ichijinsha (consulté le 27 août 2024).
10. 1 2  (ja) « お兄ちゃんはおしまい！ (10) », sur Ichijinsha (consulté le 21 juin 2025).

Édition spéciale
1. ↑  (ja) « お兄ちゃんはおしまい！ (7)　特装版 », sur Ichijinsha (consulté le 11 juillet 2023).
2. ↑  (ja) « お兄ちゃんはおしまい！ (8)　特装版 », sur Ichijinsha (consulté le 11 décembre 2023).
3. ↑  (ja) « お兄ちゃんはおしまい！ (9)　特装版 », sur Ichijinsha (consulté le 27 août 2024).
4. ↑  (ja) « お兄ちゃんはおしまい！ (10)　特装版 », sur Ichijinsha (consulté le 21 juin 2025).